# Carta de los 59
La Carta de los 59 (en polaco: List 59, leído list pięćdziesięciu dziewięciu) fue una carta abierta firmada por 66 (inicialmente 59, de ahí el nombre) intelectuales polacos en protesta por la reforma de la Constitución de la República Popular de Polonia emprendida por el Partido Obrero Unificado Polaco (POUP) en 1975. En 1976 se añadieron nuevas firmas.
La carta estuvo estrechamente relacionada con los Acuerdos de Helsinki. El 1 de septiembre de 1975, el gobierno socialista polaco firmó el «Libro Azul» de la Organización para la Seguridad y la Cooperación en Europa (OSCE), comprometiéndose, entre otras cosas, a respetar los derechos humanos y a abstenerse de la amenaza o del uso de la fuerza. Mientras tanto, los nuevos cambios en la constitución polaca propuestos por el POUP tras los Acuerdos de Helsinki incluían nuevas cláusulas ideológicas que reafirmaban el papel rector del POUP en el Estado y el carácter socialista de éste, la alianza «permanente e inquebrantable» con la Unión Soviética. Una cláusula particularmente polémica supeditaba la garantía de los derechos de los ciudadanos a que estos cumplieran sus obligaciones hacia el país. Sin embargo, el contexto de protestas motivó que se suavizara la redacción de estas cláusulas, retirándose la vinculación de los derechos al cumplimiento de los deberes.
Aunque el gobierno no podía perseguir oficialmente a los firmantes de la carta, se implementaron otras medidas más indirectas; por ejemplo, algunos autores dejaron de poder imprimir o distribuir sus obras hasta varios años después de los hechos.

## Signatarios
Los nombres en cursiva se refieren a los firmantes adicionales de principios de 1976:
- Stefan Amsterdamski
- Stanisław Barańczak
- Ewa Bieńkowska
- Jacek Bierezin
- Henryk Błachnio
- Irena Byrska
- Tadeusz Byrski
- Bohdan Chwedeńczuk
- Ludwik Cohn
- Andrzej Drawicz
- Jerzy Ficowski
- Kornel Filipowicz
- Zbigniew Herbert
- Ryszard Herczyński
- Maryla Hopfinger
- Zdzisław Jaroszewski
- Anna Kamieńska
- Jakub Karpiński
- Wojciech Karpiński
- Jan Kielanowski
- Stefan Kisielewski
- Jacek Kleyff
- Leszek Kołakowski
- Julian Kornhauser
- Maria Komiłowicz
- Mieczysław Kotlarczyk
- Marcin Król
- Ryszard Krynicki
- Jacek Kuroń
- Stanisław Leśniewski
- Edward Lipiński
- Jan Józef Lipski
- Zdzisław Łapiński
- Hanna Malewska
- Stanisław Małkowski
- Jerzy Markuszewski
- Adam Mauersberger
- Adam Michnik
- Halina Mikołajska
- Jan Nepomucen Miller
- Ludwik Muzyczka
- Zygmunt Mycielski
- Jerzy Narbutt
- Jan Olszewski
- Antoni Pajdak
- Krzysztof Pomian
- Hanna Rudzka-Cybisowa
- Józef Rybicki
- Jacek Salij
- Władysław Siła-Nowicki
- Stanisław Skalski
- Antoni Słonimski
- Aniela Steinsbergowa
- Julian Stryjkowski
- Jan Józef Szczepański
- Adam Szczypiorski
- Kazimierz Szelągowski
- Wisława Szymborska
- Jacek Trznadel
- Tadeusz Wojnarowski
- Maria Wosiek
- Adam Zagajewski
- Wacław Zawadzki
- Barbara Zbrożyna
- Jan Zieja
- Wojciech Ziembiński

Además, en enero de 1976, 78 emigrantes y exiliados firmaron la carta, entre ellos:
- Adam Ciołkosz
- Lidia Ciołkosz
- Maria Danilewiczowa
- Józef Garliński
- Gustaw Herling-Grudziński
- Jan Kott
- Józef Łobodowski
- Tadeusz Nowakowski
- Edward Bernard Raczyński
- Zofia Romanowiczowa
- Tymon Terlecki
- Wiktor Trościanko
- Leopold Tyrmand
- Józef Wittlin